# الوطنية 2
الوطنية 2 قناة تلفزية حكومية تونسية انطلق بثها يوم 7 نوفمبر1994.
تبث الوطنية 2 برامجها تناظرياً عبر الشبكة الأرضية على موجة UHF انطلاقاً من 9 محطّات رئيسية و63 محطّة فرعيّة موزّعة على كامل التراب التونسي. ويغطي هذا البث 99.6 بالمائة من السكان.
تردد 10873-27500-افقي نايل سات
كما تبث برامج هذه القناة رقمياً لمنطقة تونس الكبرى عبر الشبكة الأرضية انطلاقاً من محطة بوقرنين.
تغير اسمها من قناة 21 إلى تونس 21 يوم 7 نوفمبر 2007 وفي نفس اليوم انطلق بثها الفضائي على القمرين بدر 3 ونايل سات 103. و بعد الثورة التونسية تحول اسمها من تونس 21 إلى الوطنية 2 . يدير القناة منذ سبتمبر 2012 شرف الدين بن سالم. نظرًا لتبعيتها للقناة الأم وهي الوطنية واحد تم اقتراح تخصيص القناة لتصبح قناة مخصصة للجهات و المناطق الداخلية و هو ماتحقق علي أرض الواقع ولكن بشكل نسبي بعرض مجموعة من البرامج التي تعني بالجهات والولايات المحرومة و كذالك بعض البرامج الاجتماعية التوعوية .
من أهم برامجها و مسلسلاتها سلسلة شوفلي حل
و برنامج طوق الياسمين البرنامج الترفيهي اللمة ومجموعة من المسلسلات التونسية والمصرية والعربية و الأفلام الكارتونية.
تعدّ القناة رافداً رياضياً هاماً بمجموعة من البرامج. إضافة لمباريات الرابطة المحترفة الأولي لكرة القدم التونسية وبعض مباريات الكأس (تونس) والمباريات الودية والرسمية (حالة امتلاك حقوق بث) للمنتخب التونسي لكرة القدم.

شعار قناة تونس 21
شعار قناة تونس 21
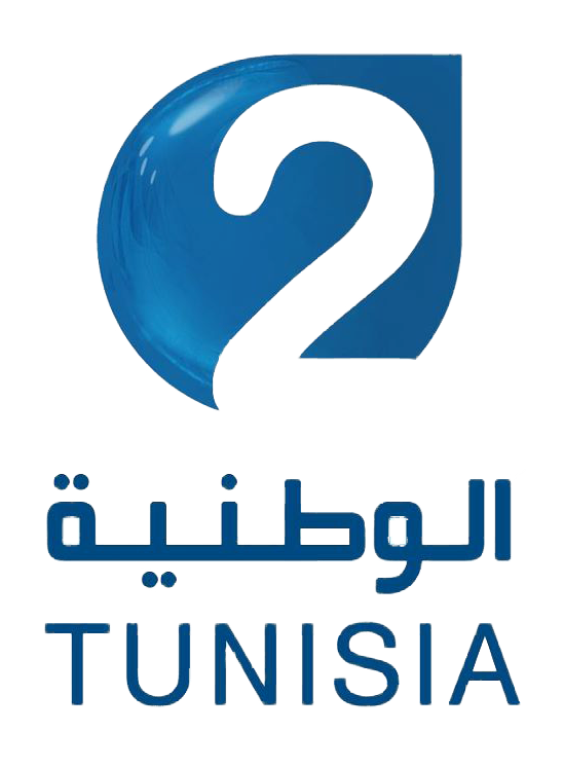
شعار قناة الوطنية 2
شعار قناة الوطنية 2 (حالياً)

## مواضيع ذات علاقة
- قنوات تلفزية تونسية

## وصلات خارجية
لم يتم العثور على روابط لمواقع التواصل الاجتماعي.

- ترددات بث قناة الوطنية 2